# Помрачење сунца (албум)
Помрачење сунца је музички албум Лепе Брене из 2000. године.

## Песме
На албуму се налазе следеће песме: